# Martin Gallop

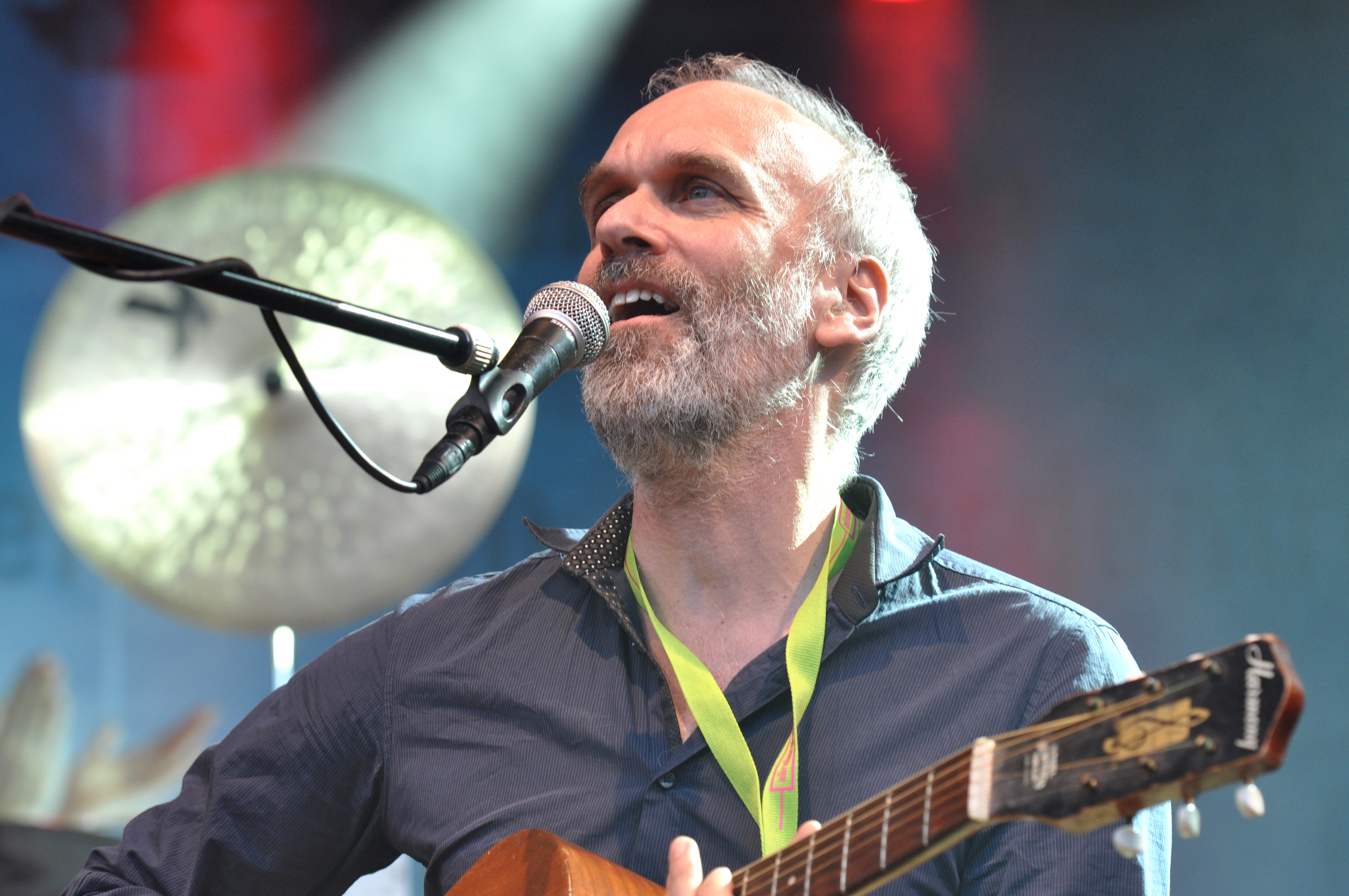
Martin Gallop 2015 beim Bardentreffen in Nürnberg

Martin Gallop (* 1962 in Toronto) ist ein kanadischer Musiker, Songschreiber und Musikproduzent, der seit Mitte der 1980er Jahre in Deutschland lebt. Neben der Veröffentlichung seiner Solowerke (How Much is The World, Strange Place Called Home, Most Beautiful Song) schrieb er für andere Künstler Lieder und arbeitete als Produzent und Instrumentalist.

## Leben
Bereits mit 12 Jahren widmete sich Martin Gallop der Musik und schrieb seine ersten eigenen Songs. Mit 19 Jahren dann zog er mit seiner Akustikgitarre die kanadische Westküste entlang um Musik zu machen, ehe er 1983 mit 21 Jahren Kanada verließ und nach Deutschland ging.
Hintergrund war seine Sympathie für einen Guru, den er während seiner Westküstentour ein Jahr zuvor kennengelernt hatte und der in Oldenburg wohnte. Dieser ursprünglicher Grund 1983 nach Deutschland zu kommen, verflüchtete sich schnell. Er verliebte sich, blieb in Deutschland und verdiente sein Geld unter anderem als Licht- und Tontechniker. Unklar ist, seit wann Gallop in Oldenburg – nach eigenen Angaben dann jahrelang – ansässig war. So kam er offenbar spätestens 1988 im Rahmen einer Musical-Show nach Oldenburg zurück und blieb. (Aktuell pendelt Gallop zwischen seinem Wohnort Berlin und seinem Arbeitsort Hamburg.)
1992 gründete er in Oldenburg mit seinem alten Schulfreund Tim Hollingsworth das Duo „Bogus-Brothers“, welches sich aus rechtlichen Gründen in „Subgo Brothers“ umbenannte.
2000 nahm er am „Canadian National Songwriting Contest“ teil und belegte den ersten Platz. Mit Hilfe des Preisgeldes nahm er in Kanada und Deutschland ein Album auf, das 2002 veröffentlichte „How Much Is The World?“. Da es kommerziell wenig erfolgreich war, jobbte er auch als Englischlehrer und Model. In Deutschland blieb er, weil seine Tochter hier ebenfalls lebte und er zu ihr den Kontakt nicht verlieren wollte.
Gallop begann seine Songs ins Internet zu stellen und nutzte die Plattform MySpace; dort wurde er von Benjamin Dibaba von Peermusic entdeckt, die ihm einen Vertrag anboten; 2007 erschien sein erstes Major-Album „Strange Place Called Home“.
Er arbeitete in dieser Zeit mit Künstlern wie Udo Lindenberg, Till Brönner und Annett Louisan zusammen. Mit Louisan trat er 2007 und 2008 als Gaststar auf ihrer „Das optimale Leben“- Tour und 2009 auf der „Teilzeithippie“-Tour auf, wodurch er einem größeren deutschen Publikum bekannt wurde; insbesondere da er von Sommer 2008 bis 2010 mit Annett Louisan auch privat liiert war, was auch von den Boulevard-Medien zur Kenntnis genommen worden war. Die Künstlerin war seinetwegen nach Berlin gezogen, wo Gallop seine neue Wohnheimat gefunden hatte. Seit 2012 ist Gallop mit der Sängerin Ibadet Ramadani liiert.
Am 4. Oktober 2013 kam sein bislang letztes Album „Most Beautiful Song“ heraus, mit dem er bis einschließlich 2014 auf Tournee war. Bevor er auf Tour mit seiner eigenen Platte ging, war er als Support für Teitur Lassen, einem Liedermacher von den Färöern, bei dessen Auftritten tätig. Am 7. Januar 2015 war er in Insight Germany – einer englischsprachigen Sendereihe der Deutschen Welle – als Interviewgast und Interpret zu sehen.
Martin Gallop trat am 28. März 2015 – als Ersatz für erkrankte Kollegen – im Rahmen des seit 2008 bestehenden Auftrittskonzepts von Stefan Stoppok „Stoppok und Artgenossen“ in der Music Hall in Worpswede auf.
Seine Spezialität bei seinen Auftritten ist es, mit Hilfe eines an einem Grammophon-Trichters befestigten Schlauchs – den er „Zeitschlauch“ nennt, die eigene Singstimme zu verfremden, die so einen entsprechend nostalgischen Charakter annimmt.
Im Jahr 2019 komponierte Martin Gallop, anlässlich der Jubiläumsfeier des Radiologienetz-Deutschland den MRT Song. Dieser solle Patienten und Patientinnen die Angst vor einer MRT Untersuchung nehmen. Das Lied wurde auf Deutsch und auf Englisch veröffentlicht.
2022 schrieb er gemeinsam mit dem Schweizer Marius Bear den schweizerischen Beitrag für den Eurovision Song Contest 2022 und produzierte ebendiesen.

## Diskographie
- Soloalben:
  - How Much Is the World (2001; Ulftone Records)
  - Strange Place Called Home (2007; EMI)
  - Happiness in Progress (2008/09; happy sad hippie records)
  - Most Beautiful Song (2013; ferryhouse)

- Subgo Brothers (aka Bogus-Brothers) (Duo mit Tim Hollingsworth):
  - Grip on Reality (Januar 1993 beim Label Fuego)
  - Bogus Survivor (1997)